# Peter Dawson
Peter Douglas Dawson (ur. 4 lutego 1982 w Pinjarra) – australijski kolarz torowy i szosowy, złoty medalista olimpijski oraz czterokrotny torowy mistrz świata.

## Kariera
Pierwszy sukces w karierze Peter Dawson osiągnął w 1999 roku, kiedy został mistrzem świata juniorów w drużynowym wyścigu na dochodzenie. W 2004 roku brał udział w igrzyskach olimpijskich w Atenach, gdzie wspólnie z Graeme'em Brownem, Brettem Lancasterem, Bradleyem McGee, Lukiem Robertsem i Stephenem Wooldridge'em zdobył złoto w tej samej konkurencji. W drużynowym wyścigu na dochodzenie Dawson wygrywał także na mistrzostwach świata w Kopenhadze (razem z Brownem, Robertsem i Markiem Renshawem), mistrzostwach świata w Stuttgarcie w 2003 roku (razem z Brownem, Robertsem i Lancasterem), mistrzostwach świata w Melbourne w 2004 roku (razem z Brownem, Robertsem i Markiem Renshawem), mistrzostwach świata w Stuttgarcie (razem z Wooldridge'em, Robertsem i Ashleyem Hutchinsonem) oraz na mistrzostwach w Bordeaux w 2006 roku (wraz z Wooldridge'em, Markiem Jamiesonem i Matthew Gossem). W tej konkurencji zajął ponadto drugie miejsce igrzysk Wspólnoty Narodów w Melbourne w 2006 roku.